# Rameshbabu Praggnanandhaa
Bản mẫu:Indian name
Rameshbabu Praggnanandhaa (sinh ngày 10 tháng 8 năm 2005) là một đại kiện tướng cờ vua Ấn Độ. Được đánh giá là một thần đồng cờ vua, anh là kỳ thủ trẻ thứ hai đạt được danh hiệu đại kiện tướng tại thời điểm đạt danh hiệu, sau Sergey Karjakin.

## Sự nghiệp cờ vua
Praggnanandhaa là người Chennai, Tamil Nadu, Ấn Độ. Anh giành được danh hiệu vô địch trẻ thế giới hạng không quá 8 tuổi (U8) vào năm 2013 và mang lại cho cậu danh hiệu kiện tướng FIDE khi 7 tuổi. Anh cũng giành được danh hiệu vô địch trẻ thế giới hạng U10 vào năm 2015.
Năm 2016, Praggnanandhaa trở thành kiện tướng quốc tế trẻ nhất lịch sử, ở thời điểm 10 tuổi, 10 tháng và 19 ngày. Từ thành tích này, anh tấn công vào kỷ lục đại kiện tướng (GM) trẻ nhất của Karjakin, bằng việc tham gia nhiều giải đấu. Anh đạt được chuẩn đại kiện tướng đầu tiên của mình tại Giải vô địch cờ vua thanh niên thế giới vào tháng 11 năm 2017, đứng thứ 4 với 8 điểm. Tuy nhiên ở độ tuổi của Karjakin có danh hiệu GM (12 tuổi 7 tháng), anh chưa đạt được chuẩn tiếp theo và thất bại trong việc phá kỷ lục. Anh đạt được chuẩn thứ hai của mình tại giải đấu Heraklion Fischer Memorial GM Norm ở Hy Lạp vào ngày 17 tháng 4 năm 2018. Vào ngày 23 tháng 6 năm 2018, anh đạt được chuẩn GM cuối cùng tại Giải cờ mở Gredine ở Ortisei bằng việc đánh bại Luca Moroni ở vòng thứ tám để trở thành kỳ thủ trẻ thứ hai đạt được danh hiệu đại kiện tướng ở thời điểm đó khi 12 tuổi, 10 tháng và 13 ngày..
Năm 2018, anh được mời tham dự Leon Masters 2018, được xếp cặp đấu trận cờ nhanh bốn ván với Wesley So. Tưởng rằng So sẽ giành chiến thắng dễ dàng, nhưng cậu bé 12 tuổi thực sự khiến khán giả cờ vua ngạc nhiên khi đánh bại So ván đầu tiên. Sau ba ván, tỷ số hòa 1½–1½. Ván cuối cùng, So đánh bại Praggnanandhaa và thắng chung cuộc 2½–1½.

## Cuộc sống cá nhân
Praggnanandhaa sống ở vùng ngoại ô Padi ở Chennai. Cha anh K. Ramesh làm việc tại một ngân hàng còn mẹ cậu ở nhà nội trợ. Chị gái anh, Vaishali Rameshbabu, cũng là một kỳ thủ, từng hai lần vô địch cờ vua trẻ thế giới và giành huy chương đồng châu lục.